# Anna Hajnal
Anna Hajnal (Kohfidisch, 1º febbraio 1907 – Budapest, 6 settembre 1977) è stata una poetessa ungherese.

## Biografia

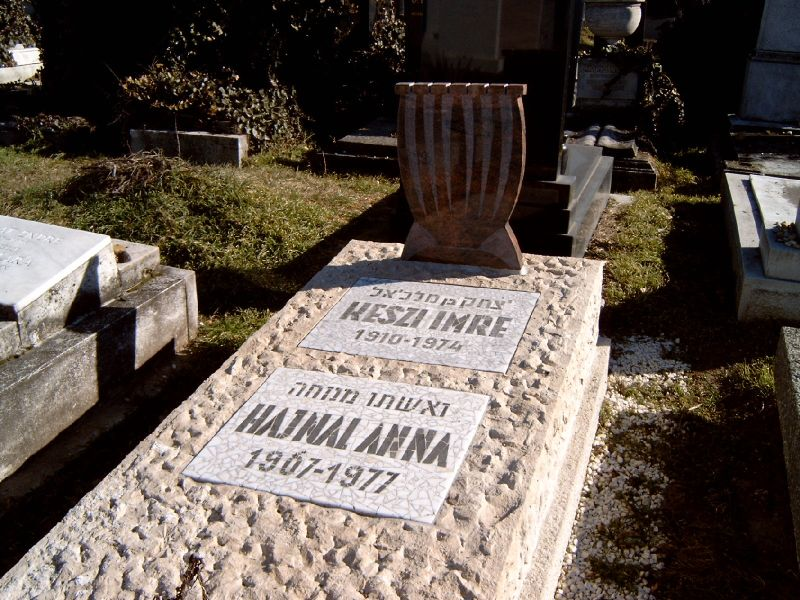
La tomba di Anna Hajnal e del marito nel cimitero ebraico di Budapest

Nata in una famiglia ebrea, si trasferì a Budapest con i genitori e i fratelli nel 1926 e iniziò a lavorare come insegnante privata. Insieme al futuro marito Imre Trencsényi-Waldapfel fondò la Società Árpád Tóth, in cui si riunivano alcuni dei maggiori nomi della cultura ungherese, come Sándor Weöres, Miklós Radnóti e Antal Szerb. Nel dicembre 1933 pubblicò la sua prima poesia sulla rivista Nyugat, affermandosi come una delle giovani voci della nuova ondata di poeti ungheresi. Fu quindi notata da Mihály Babits che, insieme a Orazio e Dániel Berzsenyi, esercitò una grande influenza sul suo stile e la sua poetica. 
Nel 1935 pubblicò la sua prima silloge, Ébredj fel bennem, álom, a cui seguì, dopo la seconda guerra mondiale, una raccolta di tutte le sue poesie, premiata con il Premio Baumgarten nel 1947. Prima della morte nel 1977 scrisse quattordici raccolte poetiche, alcune delle quali tradotte in diverse lingue, come il tedesco e il mandarino. Dalla fine degli anni Quaranta si dedicò anche alla traduzione in lingua ungherese delle opere di scrittori britannici (Robert Burns, William Blake, Edward Lear, Algernon Swinburne) e francesi (André Breton). Nel 1966 fu insignita del Premio Attila József, uno dei maggiori premi letterari ungheresi.

## Opere (parziale)
- Ébredj föl bennem, álom (1935)
- Himnuszok és énekek (1938)
- Összegyüjtött versei (1948)
- Óriások százada (1952)
- Utószó az ifjusághoz (1954)
- Esők, szelek, csillagok (1956)
- Olajos korsó (1961)
- Enek a sikságon (1977)
- Alkonyfény (1978)